# Коток польовий

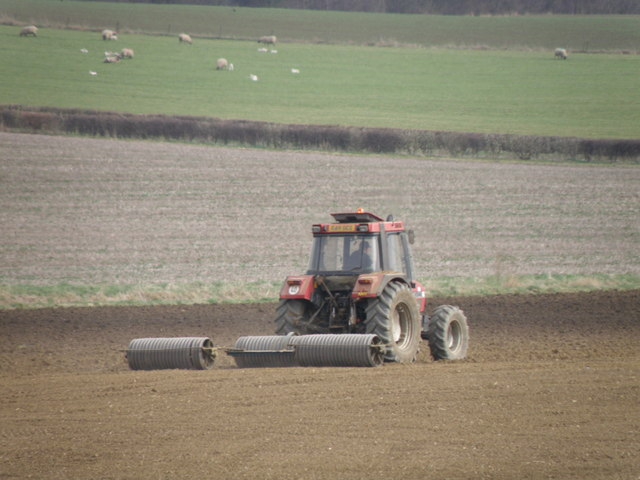
Коткування

Коток польовий (коток ґрунтообробний) — сільськогосподарське знаряддя для обробітку ґрунту. Використовується для подрібнення брил і грудок, руйнування кірки, розпушування й ущільнення ґрунту, вирівнювання поверхні поля, а також для знищення льодяної кірки на озимих посівах та з іншою метою.

## Використання
При коткуванні вирівнюється поверхня ґрунту, забезпечується рівномірне загортання і кращий контакт насіння з твердою фазою ґрунту. Це сприяє швидкому набуханню насіння, його проростання і рівномірному сходу рослин. Коткування поліпшує теплові умови ґрунту і зменшує втрати води конвекційно-дифузним механізмом.
Основним призначенням обробітку ґрунту котками є якомога повніше збереження вологи від фізичного випаровування ґрунтом у посушливий період.

## Конструктивні особливості
Котки переміщуються за допомогою трактора. За способом під'єднання можуть бути причіпними або начіпними. За призначенням котки поділяють на польові та болотні.
За конструкцією робочих органів розрізняють гладенькі (водоналивні) котки, гладкорубчасті, кільчасті, кільчасто-шпорові, кільчасто-зубчасті, боронасті, комбіновані. Найчастіше використовуються трисекційні котки, так як вони більш придатні для роботи на полях з нерівною поверхнею. Ширина захвату котка вибирається залежно від рельєфу поля. Найширші котки для рівнинних полів — близько 2 м, а для гірського рельєфу та пересічених полів — не більше ніж 1 м.
За дією на ґрунт котки бувають легкі (0,05-0,2 кг/см²), середні (0,3-0,4 кг/см²) і важкі (понад 0,5 кг/см²). Найкращі результати в більшості випадків досягаються при роботі середніми котками.

## Види котків
Коток водоналивний гладенький виготовляється у вигляді металевого порожнистого барабана, в який наливається вода. Зміною кількості води, що наливається, регулюється питомий тиск котка на ґрунт. Використовується для ущільнення ґрунту перед сівбою або після сівби дрібнонасінних культур, а також для прикочування зелених добрив перед приорюванням.
Гладкорубчасті котки утворюються обладнанням гладеньких котлів рубчастими чохлами. Використовуються після сівби цукрових буряків, кукурудзи, овочевих та дрібнонасінних культур.
Кільчастий коток складається з кількох батарей, набраних з окремих металевих дисків (кілець) із конусними фланцями. Батарея дисків, набраних на одній осі, утворює секцію котка з ребристою поверхнею. Кільчасті котки, так само як і рубчасті, рекомендується застосовувати після сівби цукрових буряків, кукурудзи, овочевих та дрібнонасінних культур.
Кільчасто-шпоровий коток утворюють вільно насаджені на вісь диски, по колу обода яких з обох боків рівномірно розміщені клиноподібні шпори, які вдаряються об ґрунт своєю прямою частиною, розпушують і ущільнюють його. Зміна маси баласту в ящиках над котками регулює ступінь розпушування й ущільнення.
Кільчасто-зубчастий коток складається з кілець з ребордами і кілець з зубцями.
Боронастий коток має циліндричні барабани, на поверхні яких по гвинтовій лінії закріплені зуби. При роботі такого котка зуби заглиблюються в ґрунт і руйнують грудки і кірку.

## Використання у складі інших механізмів
Крім самостійного використання, котки можуть бути складовою частиною іншої сільськогосподарської техніки.
Кільчасто-шпоровий коток може агрегатуватися з плугом (плуг — коток — борона) для знищення брил під час оранки. Крім того, також використаний в агрегаті з лущильником. Таке застосування сприяє кращому проростанню насіння, пригніченню бур'янів, дає ущільнення верхнього шару ґрунту і запобігає втратам вологи.
Культиватори інколи комплектуються рубчастими котками для ущільнення ґрунту.

## Галерея

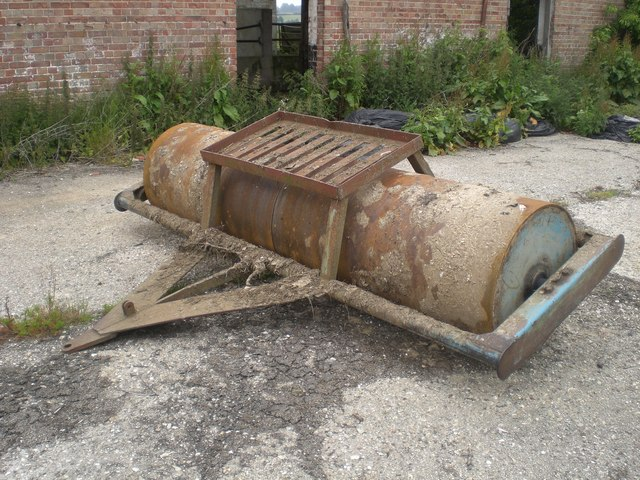
Коток водоналивний гладенький
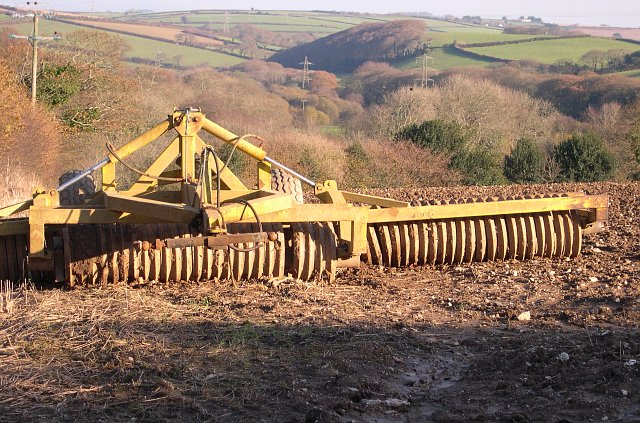
Кільчастий коток
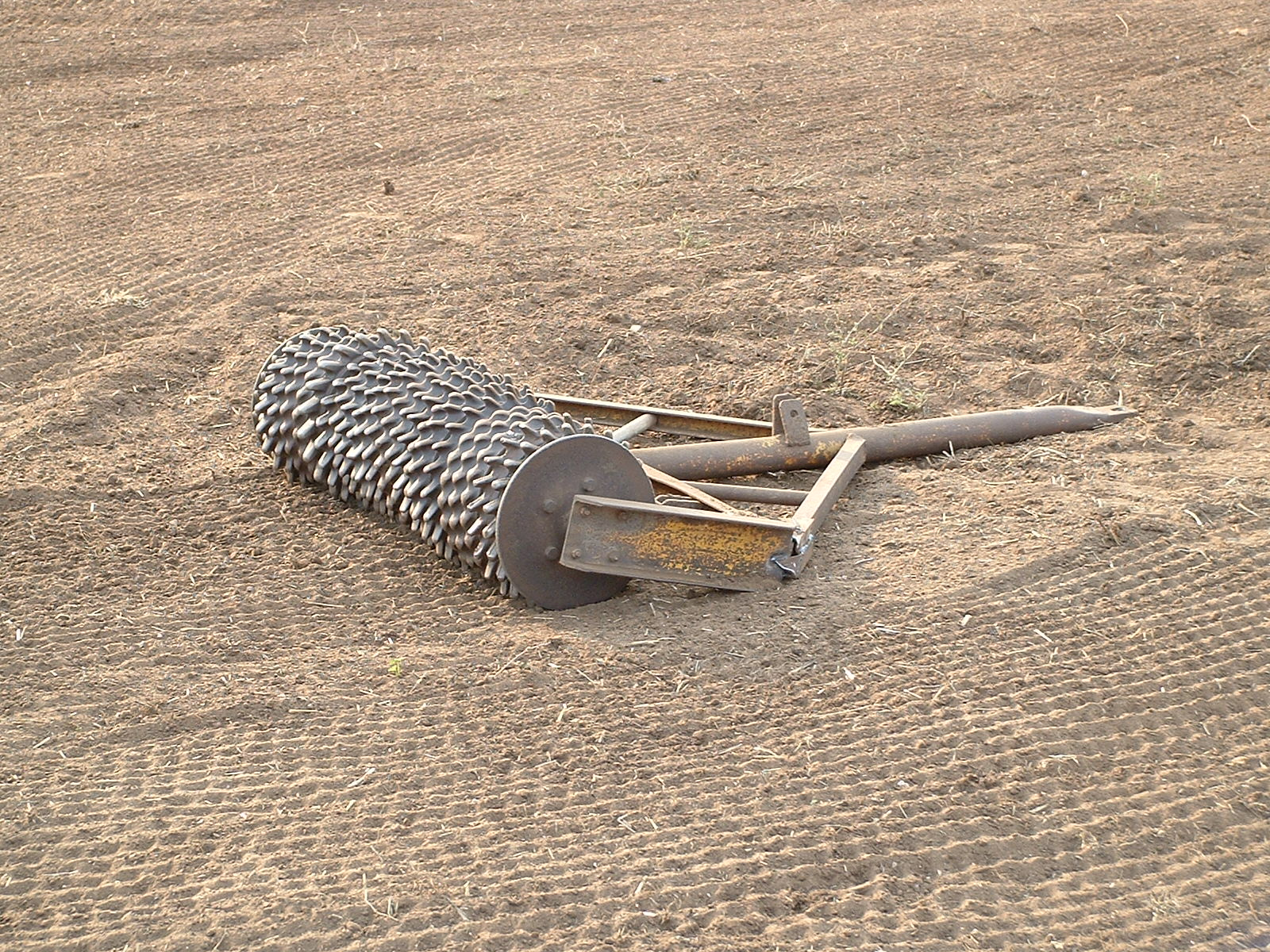
Кільчасто-шпоровий коток
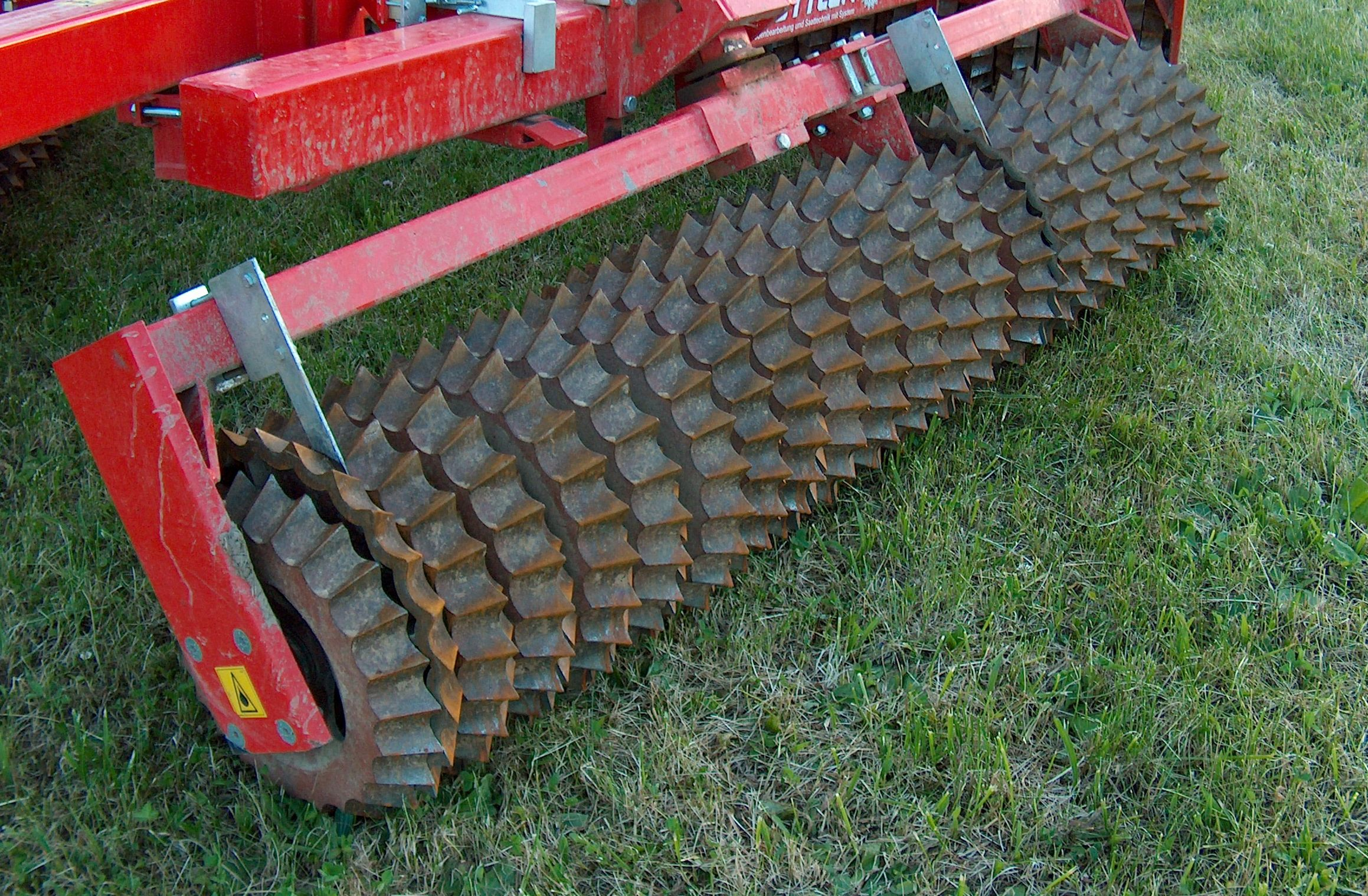
Кільчасто-зубчастий коток
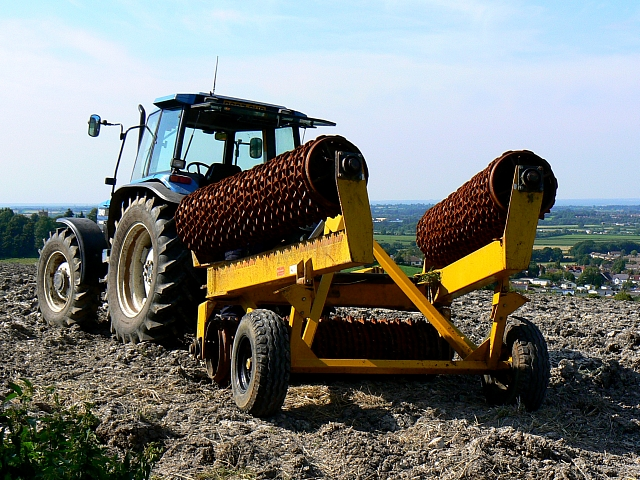
Навісний боронастий коток